# Sollevamento pesi ai Giochi della XXXII Olimpiade - 59 kg femminile
Le gare di sollevamento pesi della categoria fino a 59 kg femminile dei giochi olimpici di Tokyo 2020 si sono svolte il 27 luglio 2021 presso il Tokyo International Forum.
La vincitrice della gara è stata l'atleta di Taipei Kuo Hsing-chun.

## Risultati
| Pos. | Atleta                | Gruppo | Peso  | Strappo (kg) | Strappo (kg) | Strappo (kg) | Strappo (kg) | Slancio (kg) | Slancio (kg) | Slancio (kg) | Slancio (kg) | Totale |
| Pos. | Atleta                | Gruppo | Peso  | 1            | 2            | 3            | Risultato    | 1            | 2            | 3            | Risultato    | Totale |
| ---- | --------------------- | ------ | ----- | ------------ | ------------ | ------------ | ------------ | ------------ | ------------ | ------------ | ------------ | ------ |
|      | Kuo Hsing-chun        | A      | 58,65 | 100          | 103          | 103          | 103          | 125          | 133          | 141          | 133          | 236    |
|      | Polina Gurýeva        | A      | 58,95 | 93           | 95           | 96           | 96           | 116          | 119          | 121          | 121          | 217    |
|      | Mikiko Andō           | A      | 58,70 | 92           | 94           | 96           | 94           | 116          | 120          | 120          | 120          | 214    |
| 4    | Dora Tchakounté       | A      | 58,55 | 93           | 96           | 98           | 96           | 112          | 117          | 120          | 117          | 213    |
| 5    | Hoàng Thị Duyên       | A      | 58,65 | 95           | 95           | 98           | 95           | 113          | 119          | 119          | 113          | 208    |
| 6    | Yusleidy Figueroa     | A      | 58,80 | 88           | 88           | 91           | 91           | 115          | 120          | 125          | 115          | 206    |
| 7    | Izabella Yaylyan      | A      | 58,15 | 90           | 95           | 97           | 95           | 110          | 115          | 115          | 110          | 205    |
| 8    | Zoe Smith             | A      | 58,95 | 87           | 87           | 91           | 87           | 113          | 116          | 119          | 113          | 200    |
| 9    | Tali Darsigny         | B      | 59,00 | 86           | 88           | 90           | 90           | 106          | 109          | 109          | 109          | 199    |
| 10   | Sabine Kusterer       | B      | 58,70 | 88           | 90           | 91           | 91           | 107          | 107          | 109          | 107          | 198    |
| 11   | Maria Grazia Alemanno | B      | 58,95 | 85           | 88           | 89           | 85           | 100          | 105          | 105          | 100          | 185    |
| 12   | Erika Yamasaki        | B      | 58,75 | 75           | 78           | 78           | 75           | 95           | 100          | 100          | 95           | 170    |
| –    | Magdeline Moyengwa    | B      | 58,05 | 65           | 70           | 70           | 70           | 80           | 80           | 80           | –            | –      |
| –    | Alexandra Escobar     | A      | 58,75 | 95           | 95           | 95           | –            | –            | –            | –            | –            | –      |